# Světloun australský
Světloun australský (Oxynotus bruniensis), maorsky pepeke, je druh žraloka vyskytující se při jižním a východním pobřeží Austrálie a okolo Nového Zélandu. Vyskytuje se u dna v hloubce až do jednoho kilometru a živí se malými bentickými živočichy. Je vejcoživorodý.
Dosahuje délky okolo 70 centimetrů, samice bývá obvykle větší. Jeho vzhled je nezaměnitelný: tělo má trojúhelníkový průřez a při pohledu ze strany je abnormálně vysoké. Na zádech má žralok výrazný hrb, který nese dvě rozměrné hřbetní ploutve. Hlava je shora zploštělá a zakončená protáhlým čenichem, za očima se nacházejí dýchací otvory zvané spirakulum. Má pět párů žaberních štěrbin. Kůže má světle šedohnědé zbarvení a je poseta plakoidními šupinami tvořícími drobné ostny. O jeho způsobu života se ví jen málo, uloven bývá spíše náhodou.